# Ronde van Lombardije 1945
De Ronde van Lombardije 1945 was de 39e editie van deze eendaagse Italiaanse wielerwedstrijd, en werd verreden op zondag 21 oktober 1945, na twee afgelaste edities. Het parcours leidde van Milaan naar Milaan en ging over een afstand van 222 kilometer. De wedstrijd werd gewonnen door de Italiaan Mario Ricci na een solo.

## Uitslag
| Ronde van Lombardije 1945 |                     |            |          |
| Plaats                    | Naam                | Ploeg      | Tijd     |
| Winnaar                   | Mario Ricci         | Legnano    | 6u08'11" |
| 2                         | Aldo Bini           | Legnano    | +6'23    |
| 3                         | Gino Bartali        | AC Pratese | z.t.     |
| 4                         | Adolfo Leoni        | Bianchi    | z.t.     |
| 5                         | Aldo Baito          |            | z.t.     |
| 6                         | Ubaldo Pugnaloni    | Bianchi    | z.t.     |
| 7                         | Salvatore Crippa    |            | z.t.     |
| 8                         | Severino Canavesitu |            | z.t.     |
| 9                         | Quirino Toccaceli   |            | +10'03   |
| 10                        | Oreste Conte        | Benotto    | z.t.     |

1905 · 1906 · 1907 · 1908 · 1909 · 1910 · 1911 · 1912 · 1913 · 1914 · 1915 · 1916 · 1917 · 1918 · 1919 · 1920 · 1921 · 1922 · 1923 · 1924 · 1925 · 1926 · 1927 · 1928 · 1929 · 1930 · 1931 · 1932 · 1933 · 1934 · 1935 · 1936 · 1937 · 1938 · 1939 · 1940 · 1941 · 1942 · 1943 · 1944 · 1945 · 1946 · 1947 · 1948 · 1949 · 1950 · 1951 · 1952 · 1953 · 1954 · 1955 · 1956 · 1957 · 1958 · 1959 · 1960 · 1961 · 1962 · 1963 · 1964 · 1965 · 1966 · 1967 · 1968 · 1969 · 1970 · 1971 · 1972 · 1973 · 1974 · 1975 · 1976 · 1977 · 1978 · 1979 · 1980 · 1981 · 1982 · 1983 · 1984 · 1985 · 1986 · 1987 · 1988 · 1989 · 1990 · 1991 · 1992 · 1993 · 1994 · 1995 · 1996 · 1997 · 1998 · 1999 · 2000 · 2001 · 2002 · 2003 · 2004 · 2005 · 2006 · 2007 · 2008 · 2009 · 2010 · 2011 · 2012 · 2013 · 2014 · 2015 · 2016 · 2017 · 2018 · 2019 · 2020 · 2021 · 2022 · 2023 · 2024 · 2025